# 安波ダム
安波ダム（あはダム）は、内閣府沖縄総合事務局が沖縄県国頭郡国頭村を流れる二級水系安波川水系安波川に建設されたダムであり、本ダムと脇ダムからなる。

## 概要
安波ダムは、沖縄本島北部河川総合開発事業の一環として、洪水調節、流水の正常な機能の維持、水道用水及び工業用水の供給を目的に、安波川の河口から約3.5km上流地点に建設された。本ダムは高さ86.0ｍの沖縄最大の重力式コンクリートダムである。一方で本ダムを補助する脇ダムはロックフィルダムである。
安波ダムは、本土復帰前の昭和45年度から日本政府のバックアップのもとに、琉球政府が調査を実施した。昭和46年度には実施計画調査の開始、昭和47年5月の本土復帰以降は沖縄総合事務局が事業を引継いで建設事業に着手した。
当ダムを含む沖縄本島北部のの5ダム（他には福地ダム、新川ダム、普久川ダム、辺野喜ダム）は北部５ダム（あるいは東系列５ダム）と呼ばれ、調整水路（トンネル）で結ばれて統合運用されている。具体的には、貯水容量の大きい福地・安波ダムを「貯留ダム」、貯水容量の小さい新川・普久川・辺野喜ダムを「取水ダム」として位置づけ、取水ダムの水を貯留ダムへ導入して貯留することにより、河川水を有効に利用し、効率よく水の運用管理を行っている。 